# David Kabalin
David Kabalin, hrvaški pesnik in pisatelj,  * 31. julij 1918, † 12. avgust 2012

## Življenje
Osnovno šolo je obiskoval v Novem Vinodolskem, gimnazijo pa v Sušaku. V Zagrebu je študiral gozdarstvo in kmetijstvo, leta 1943 je služil vojaško obveznost v mornarici. 
Sredi petdesetih let je začel delovati kot pisatelj. Pisal je pisal v lokalnem časopisu Novega Vinodolskega. Skupaj je napisal 18 pesniških in kratkih proznih del. Tematsko se je držal tradicionalnih tem, zlasti zgodovine, vsakdanjega življenja navadnih ljudi in starodavnih običajev.
1. ↑  http://hbl.lzmk.hr/clanak.aspx?id=9363